# Dicyrtominae
Sous-famille
Les Dicyrtominae sont une sous-famille de collemboles de la famille des Dicyrtomidae.

## Liste des genres
Selon Checklist of the Collembola of the World (version du 15 août 2019) :
- Calvatomina Yosii, 1966
- Dicyrtoma Bourlet, 1842
- Dicyrtomina Börner, 1903
- Gibberathrix Uchida, 1952
- Jordanathrix Bretfeld & Arbea, 1999

## Publication originale
- Börner, 1906 : Das System der Collembolen nebst Beschreibung neuer Collembolen des Hamburger Naturhistorischen Museums. Mitteilungen aus dem Naturhistorischen Museum in Hamburg, vol. 23, p. 147-188 (texte intégral).